# Shuvosaurus
Shuvosaurus (gr. "reptil de Shuvo") es un género extinto de saurópsidos (reptiles) rauisuquios poposáuridos representado por una única especie que vivió en el Triásico Superior, en lo que hoy es Texas, Estados Unidos. Fue descrito por Sankar Chatterjee en 1993 después de que fuera descubierto por su hijo Shuvo. Fue inicialmente interpretado como un representante triásico de una familia de dinosaurios del Cretácico, los Ornithomimidae. Sin embargo, el descubrimiento posterior del poposauroide emparentado Effigia de Ghost Ranch muestra que Shuvosaurus estaba más emparentado comparativamente con los crocodilianos que con los dinosaurios, y que las similitudes entre este animal y los ornitomímidos son resultado de evolución convergente. Además, este descubrimiento permitió demostrar que el género Chatterjeea era un sinónimo más moderno de Shuvosaurus.

## Galería

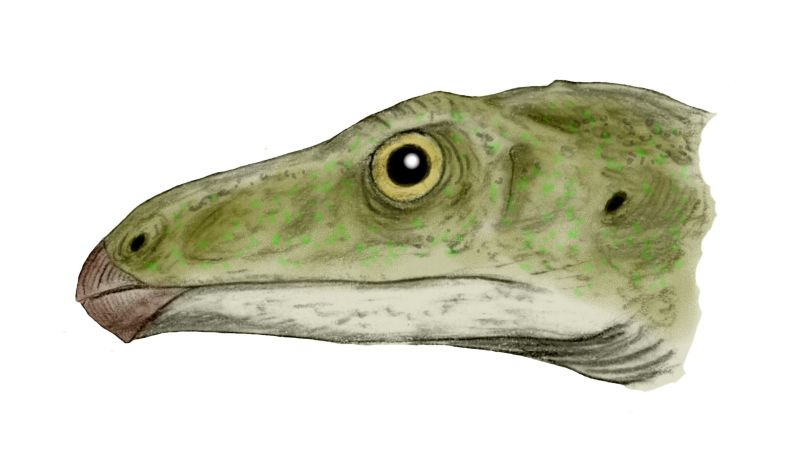
Recreación de la cabeza de un Shuvosaurus